# Neve Campbell
Neve Adrianne Campbell (n. 3 octombrie 1973) este o actriță canadiană. A jucat mult teatru înainte de a-și câștiga faima în televiziune, în serialul Party of Five unde a jucat rolul Julia Salinger. A câștigat faima și iubirea publicului pentru rolul din thrillerul Scream. A apărut în roluri mici și în producții hollywoodiene, precum The Craft sau Wild Things. După aceste roluri s-a întors în teatru.

## Biografie
S-a năcut în Guelph, Ontario, iar mama sa, Marnie, este instructor de yoga și psiholog din Amsterdam. Tatăl său, Gerry Campbell, este un imigrant din Scoția, care a predat actorie la Mississauga, Ontario, după ce a fost profesor la Westwood Secondary School și Lorne Park Secondary School. Bunicii din partea mamei au condus o companie de teatru în Olanda, iar bunicii din partea tatălui au fost și ei actori. Ca religie este romano-catolică, dar se consideră a avea rădăcini de evreu de la mama sa, care a avut descendenți evrei. Actrița chiar a declarat că este catolică, dar dacă cineva o întreabă despre originile ei evreiești, le mărturisește.
Are trei frați, Christian, Alex și Damian. Părinții săi au divorțat când ea avea doar doi ani. Ea și fratele său Christian au rămas cu tatăl lor. Și-a dorit să fie balerină, fiind admisă la Școala de Balet din Canada în Toronto, și s-a pregătit acolo, apărând în spectacole precum Spărgătorul de nuci, Frumoasa din pădurea adormită. La vârsta de 15 ani deja era o balerină valoroasă și a dansat la Opera din Toronto în Fantoma de la Operă. Din cauza accidentărilor însă, s-a orientat către actorie.
A fost căsătorită cu  actorul Jeff Colt între 1995-1998, și cu actorul John Light între 2007 și 2011. Are un copil (născut în 2012) cu actorul JJ Feild.

## Filmografie
| An   | Titlu                          | Rol                  | Note         |
| ---- | ------------------------------ | -------------------- | ------------ |
| 1993 | The Dark                       | Ofițer Jesse Donovan |              |
| 1994 | Paint Cans                     | Tristesse            |              |
| 1994 | The Passion of John Ruskin     | Effie Gray           | Scurt-metraj |
| 1996 | Love Child                     | Deidre               |              |
| 1996 | The Craft                      | Bonnie               |              |
| 1996 | Scream                         | Sidney Prescott      |              |
| 1997 | Scream 2                       | Sidney Prescott      |              |
| 1998 | Wild Things                    | Suzie Marie Toller   |              |
| 1998 | 54                             | Julie Black          |              |
| 1998 | Hairshirt                      | Renée Weber          |              |
| 1999 | Three to Tango                 | Amy Post             |              |
| 2000 | Drowning Mona                  | Ellen Rash           |              |
| 2000 | Panic                          | Sarah Cassidy        |              |
| 2000 | Scream 3                       | Sidney Prescott      |              |
| 2002 | Investigating Sex              | Alice                |              |
| 2003 | Lost Junction                  | Missy Lofton         |              |
| 2003 | The Company                    | Loretta "Ry" Ryan    |              |
| 2003 | Blind Horizon                  | Chloe Richards       |              |
| 2004 | When Will I Be Loved           | Vera Barrie          |              |
| 2004 | Churchill: The Hollywood Years | Princess Elizabeth   |              |
| 2006 | Relative Strangers             | Ellen Minola         |              |
| 2007 | Partition                      | Margaret Stilwell    |              |
| 2007 | I Really Hate My Job           | Abi                  |              |
| 2007 | Closing the Ring               | Marie                |              |
| 2008 | Agent Crush                    | Cassie               | Voce         |
| 2011 | Scream 4                       | Sidney Prescott      |              |
| 2011 | The Glass Man                  | Julie Pyrite         |              |
| 2015 | Walter                         | Allie                |              |
| TBA  | Bremen Town Musicians          | Princess Lielle      | Voce         |

| An        | Titlu                         | Rol                   | Note                                                                                |
| --------- | ----------------------------- | --------------------- | ----------------------------------------------------------------------------------- |
| 1991      | My Secret Identity            | Student               | Necreditată Episodul "Pirate Radio"                                                 |
| 1992      | The Kids in the Hall          | Laura Capelli         | Episodul # 3.13                                                                     |
| 1992      | Catwalk                       | Daisy McKenzie        | 3 episoade                                                                          |
| 1994      | I Know My Son is Alive        | Beth                  | Film de televiziune                                                                 |
| 1994      | The Forget-Me-Not Murders     | Jess Foy              | Film                                                                                |
| 1994      | Are You Afraid of the Dark?   | Nonnie Walker         | Episodul "Tale of the Dangerous Soup"                                               |
| 1994      | Kung Fu: The Legend Continues | Trish Collins         | Episodul "Kundela"                                                                  |
| 1994      | Aventures dans le Grand Nord  | Nepeese               | Episodul "Bari"                                                                     |
| 1994–2000 | Party of Five                 | Julia Salinger        | 143 episoade                                                                        |
| 1995      | MADtv                         | Julia Salinger        | Episodul # 1.6                                                                      |
| 1996      | The Canterville Ghost         | Virginia "Ginny" Otis | Film                                                                                |
| 1997      | Saturday Night Live           | Host                  | Episodul "Neve Campbell/David Bowie"                                                |
| 2002      | Last Call                     | Frances Kroll         | Film                                                                                |
| 2005      | Reefer Madness                | Miss Poppy            | Film                                                                                |
| 2007      | Medium                        | Debra                 | 3 episoade                                                                          |
| 2008      | Burn Up                       | Holly                 | 2 episoade                                                                          |
| 2009      | The Philanthropist            | Olivia Maidstone      | 8 episoade                                                                          |
| 2009      | Sea Wolf                      | Maud Brewster         | Miniserial 2 episoade                                                               |
| 2009      | The Simpsons                  | Cassandra (voce)      | Necreditată Episoadele: "Rednecks and Broomsticks" și "O Brother, Where Bart Thou?" |
| 2012      | Titanic: Blood and Steel      | Joanna                | 6 episoade                                                                          |
| 2012      | Grey's Anatomy                | Lizzie Shepherd       | 2 episoade                                                                          |
| 2013      | An Amish Murder               | Kate Burkholder       | Film                                                                                |
| 2014      | Mad Men                       | Lee Cabot             | Episodul "Time Zones"                                                               |
| 2015      | Welcome to Sweden             | Diane                 | Episodul #2.1, 2.6                                                                  |
| 2015      | Manhattan                     | Kitty Oppenheimer     | Episodul "Damnatio Memoriae"                                                        |
| 2016      | House Of Cards                | TBD                   | Sezonul 4                                                                           |

| An   | Title                           | Rol   | Note |
| ---- | ------------------------------- | ----- | ---- |
| 1998 | The Lion King II: Simba's Pride | Kiara | Voce |

## Premii și nominalizări
| An   | Lucrare nominalizată     | Premiu                                                                            | Rezultat     |
| ---- | ------------------------ | --------------------------------------------------------------------------------- | ------------ |
| 1996 | The Canterville Ghost    | Family Film Award for Best Actress – TV                                           | Câștigat     |
| 1997 | Party of Five            | Online Film & Television Association Award for Best Actress in a Drama Series     | Nominalizare |
| 1997 | Scream                   | MTV Movie Award for Best Female Performance                                       | Nominalizare |
| 1997 | Scream                   | Online Film & Television Association Award for Best Sci-Fi/Fantasy/Horror Actress | Nominalizare |
| 1997 | Scream                   | Saturn Award for Best Actress                                                     | Câștigat     |
| 1998 | Scream 2                 | Blockbuster Entertainment Award for Favourite Actress – Horror                    | Câștigat     |
| 1998 | Scream 2                 | MTV Movie Award for Best Female Performance                                       | Câștigat     |
| 1998 | Scream 2                 | Online Film & Television Association Award for Best Sci-Fi/Fantasy/Horror Actress | Nominalizare |
| 1998 | Scream 2                 | Saturn Award for Best Actress                                                     | Nominalizare |
| 1999 | Party of Five            | Teen Choice Award for Choice TV Actress                                           | Nominalizare |
| 1999 | Wild Things              | MTV Movie Award for Best Kiss (shared with Matt Dillon and Denise Richards)       | Nominalizare |
| 2000 | Scream 3                 | MTV Movie Award for Best Female Performance                                       | Nominalizare |
| 2001 | Scream 3                 | Blockbuster Entertainment Award for Favourite Actress – Horror                    | Câștigat     |
| 2003 | Last Call                | Prism Award for Performance in TV Movie or Miniseries                             | Câștigat     |
| 2011 | Scream 4                 | Scream Award for Best Horror Actress                                              | Nominalizare |
| 2012 | Titanic: Blood and Steel | Golden Nymph Award for Outstanding Actress in a Drama Series                      | Nominalizare |